# 巴塞爾自然史博物館
巴塞爾自然史博物館（德語：Naturhistorisches Museum Basel）是位於瑞士城市巴塞爾的一座博物館。博物館建築本身也是瑞士文化遺產。博物館主要收藏動物學、昆蟲學、礦物學、人類學等領域的藏品。

## 外部連結
- Natural History Museum of Basel website （页面存档备份，存于）
- Basel museums website （页面存档备份，存于）

47°33′27″N 7°35′26″E / 47.55750°N 7.59056°E
1. ↑  Swiss inventory of cultural property of national and regional significance (1995), p. 79.